# WWE Insurrextion
Insurrextion – zakończony cykl corocznych gal profesjonalnego wrestlingu produkowanych w latach 2000–2003 przez World Wrestling Entertainment (WWE) i nadawanych na żywo w systemie pay-per-view ekskluzywnie w Wielkiej Brytanii. W 2002 cykl stał się ekskluzywny dla zawodników brandu Raw. W 2004 usunięto cykl Insurrextion i zrezygnowano z organizowania gal PPV w Wielkiej Brytanii. Triple H wystąpił w walkach wieczoru wszystkich gal.

## Lista gal
|  | Gala ekskluzywna brandu Raw |

| Gala                               | Lokalizacja       | Arena                         | Walka wieczoru                                                                          |
| ---------------------------------- | ----------------- | ----------------------------- | --------------------------------------------------------------------------------------- |
| Insurrextion (2000) 6 maja 2000    | Londyn, Anglia    | Earls Court                   | The Rock (c) vs. Shane McMahon vs. Triple H Triple Threat match o WWF Championship      |
| Insurrextion (2001) 5 maja 2001    | Londyn, Anglia    | Earls Court Exhibition Centre | Steve Austin (c) i Triple H vs. The Undertaker 2-on-1 handicap match o WWF Championship |
| Insurrextion (2002) 4 maja 2002    | Londyn, Anglia    | Wembley Arena                 | Triple H vs. The Undertaker Singles match                                               |
| Insurrextion (2003) 7 czerwca 2003 | Newcastle, Anglia | Telewest Arena                | Triple H (c) vs. Kevin Nash Street Fight match o World Heavyweight Championship         |

## Wyniki gal

### 2000
Insurrextion (2000) – gala wrestlingu wyprodukowana przez World Wrestling Federation (WWF). Odbyła się 6 maja 2000 w Earls Court Exhibition Centre w Londynie w Anglii. Emisja była przeprowadzana na żywo wyłącznie w Wielkiej Brytanii w systemie pay-per-view. Była to pierwsza gala w chronologii cyklu Insurrextion.
| Nr                                 | Wyniki                                                                                               | Stypulacje                                 | Czas  |
| ---------------------------------- | --- | ------------------------------------------ | ----- |
| 1                                  | Too Cool (Grand Master Sexay i Scotty 2 Hotty) pokonali Perry'ego Saturna i Deana Malenko            | Tag team match                             | 7:00  |
| 2                                  | Kane (z Paulem Bearerem) pokonał Bulla Buchanana                                                     | Singles match                              | 3:31  |
| 3                                  | Road Dogg (z Tori) pokonał Bradshawa                                                                 | Singles match                              | 5:58  |
| 4                                  | The Kat (z Mae Young) pokonała Terri Runnels (z The Fabulous Moolah)                                 | Arm Wrestling match                        | 0:34  |
| 5                                  | Showkishi i Rikishi pokonali The Dudley Boyz (Bubba Ray Dudleya i D-Vona Dudleya)                    | Tag team match                             | 7:10  |
| 6                                  | Kurt Angle pokonał Chrisa Benoit                                                                     | Singles match                              | 6:04  |
| 7                                  | The British Bulldog pokonał Crasha Holly'ego (c)                                                     | Hardcore match o WWF Hardcore Championship | 3:37  |
| 8                                  | The Hardy Boyz (Matt i Jeff Hardy) pokonali Edge'a i Christiana (c) przez dyskwalifikację            | Tag team match o WWF Tag Team Championship | 12:53 |
| 9                                  | Eddie Guerrero (c) (z Chyną) pokonał Chrisa Jericho                                                  | Singles match o WWF European Championship  | 12:56 |
| 10                                 | The Rock (c) pokonał Shane'a McMahona (z Mr. McMahonem) i Triple H'a (ze Stephanie McMahon-Helmsley) | Triple Threat match o WWF Championship     | 15:37 |
| (c) – mistrz/mistrzyni przed walką | |                                            |       |

### 2001
Insurrextion (2001) – gala wrestlingu wyprodukowana przez World Wrestling Federation (WWF). Odbyła się 5 maja 2001 w Earls Court Exhibition Centre w Londynie w Anglii. Emisja była przeprowadzana na żywo wyłącznie w Wielkiej Brytanii w systemie pay-per-view. Była to druga gala w chronologii cyklu Insurrextion.
| Nr                                 | Wyniki | Stypulacje                                                                                       | Czas  |
| ---------------------------------- | --- | ------------------------------------------------------------------------------------------------ | ----- |
| 1                                  | Eddie Guerrero pokonał Grand Master Sexaya | Singles match                                                                                    | 4:30  |
| 2                                  | Perry Saturn i Dean Malenko (z Terri Runnels) pokonali The Holly Cousins (Hardcore Holly'ego i Crasha Holly'ego) (z Molly Holly)                                                | Tag team match                                                                                   | 5:37  |
| 3                                  | Bradshaw pokonał Big Showa | Singles match                                                                                    | 3:20  |
| 4                                  | Edge i Christian pokonali X-Factor (X-Paca i Justina Credible) (z Albertem), The Hardy Boyz (Matta i Jeffa Hardy'ego) oraz The Dudley Boyz (Bubba Ray Dudleya i D-Vona Dudleya) | Fatal Four-Way Elimination match                                                                 | 13:20 |
| 5                                  | Chris Benoit pokonał Kurta Angle | Two-out-of-Three falls match                                                                     | 14:23 |
| 6                                  | Chris Jericho pokonał Williama Regala | Duchess of Queensbury Rules match                                                                | 14:46 |
| 7                                  | The Undertaker pokonał The Power Trip (Stone Cold Steve'a Austina i Triple H'a) (ze Stephanie McMahon-Helmsley)                                                                 | 2-on-1 handicap match o WWF Championship Undertaker może zdobyć tytuł tylko przypinając Austina. | 17:12 |
| (c) – mistrz/mistrzyni przed walką | |                                                                                                  |       |

### 2002
Insurrextion (2002) – gala wrestlingu wyprodukowana przez World Wrestling Federation (WWF) dla zawodników z brandu Raw. Odbyła się 4 maja 2002 w Wembley Arenie w Londynie w Anglii. Emisja była przeprowadzana na żywo wyłącznie w Wielkiej Brytanii w systemie pay-per-view. Była to trzecia gala w chronologii cyklu Insurrextion. Gala była też ostatnią wyprodukowaną pod banderą WWF; przez pozew o skrót ze strony World Wildlife Fund, federacja zmieniła nazwę na World Wrestling Entertainment i zaczęła owej nazwy używać od przyszłego tygodnia.
| Nr                                                                                    | Wyniki                                                                                           | Stypulacje                                        | Czas  |
| ------------------------------------------------------------------------------------- | ------------------------------------------------------------------------------------------------ | ------------------------------------------------- | ----- |
| 1D                                                                                    | Mr. Perfect pokonał Goldusta                                                                     | Singles match                                     | –     |
| 2                                                                                     | Rob Van Dam pokonał Eddiego Guerrero (c) przez dyskwalifikację                                   | Singles match o WWF Intercontinental Championship | 11:23 |
| 3                                                                                     | Trish Stratus i Jacqueline Moore pokonały Molly Holly i Jazz                                     | Tag team match                                    | 7:40  |
| 4                                                                                     | X-Pac pokonał Bradshawa                                                                          | Singles match                                     | 8:47  |
| 5                                                                                     | Booker T pokonał Steviego Richardsa (c)                                                          | Hardcore match o WWE Hardcore Championship        | 10:32 |
| 6                                                                                     | The Hardy Boyz (Matt i Jeff Hardy) pokonali Brocka Lesnara i Shawna Stasiaka (z Paulem Heymanem) | Tag team match                                    | 6:54  |
| 7                                                                                     | Spike Dudley (c) pokonał Williama Regala                                                         | Singles match o WWF European Championship         | 4:56  |
| 8                                                                                     | Stone Cold Steve Austin pokonał Big Showa                                                        | Singles match z sędzią specjalnym Rikiem Flairem  | 16:00 |
| 9                                                                                     | Triple H pokonał The Undertakera                                                                 | Singles match                                     | 14:29 |
| (c) – mistrz/mistrzyni przed walkąD – walka była dark matchem (nietransmitowana w TV) |                                                                                                  |                                                   |       |

### 2003
Insurrextion (2003) – gala wrestlingu wyprodukowana przez federację World Wrestling Entertainment (WWE) dla zawodników z brandu Raw. Odbyła się 7 czerwca 2003 w Telewest Arena w Newcastle w Anglii. Emisja była przeprowadzana na żywo wyłącznie w Wielkiej Brytanii w systemie pay-per-view. Była to czwarta i ostatnia gala w chronologii cyklu Insurrextion.
| Nr                                                                                    | Wyniki | Stypulacje                                        | Czas  |
| ------------------------------------------------------------------------------------- | --- | ------------------------------------------------- | ----- |
| 1D                                                                                    | Maven pokonał Christiana Ecksteina                                                                                                  | Singles match                                     | –     |
| 2D                                                                                    | The Hurricane pokonał Lance'a Storma                                                                                                | Singles match                                     | N/A   |
| 3                                                                                     | Jazz (c) (z Theodorem Longiem) pokonała Trish Stratus                                                                               | Singles match o WWE Women's Championship          | 10:45 |
| 4                                                                                     | Christian (c) pokonał Bookera T | Singles match o WWE Intercontinental Championship | 15:12 |
| 5                                                                                     | Rob Van Dam i Kane (c) pokonali La Résistance (Sylvaina Greniera i Renégo Duprée)                                                   | Tag team match o World Tag Team Championship      | 9:03  |
| 6                                                                                     | Goldust pokonał Rico Constantino | Singles match                                     | 9:53  |
| 7                                                                                     | The Dudley Boyz (Bubba Ray Dudley, D-Von Dudley i Spike Dudley) pokonali Rodneya Macka, Christophera Nowinskiego i Theodore'a Longa | Six-man tag team match                            | 9:15  |
| 8                                                                                     | Scott Steiner pokonał Testa | Singles match z sędzią specjalnym Val Venisem     | 6:49  |
| 9                                                                                     | Triple H (c) (z Rikiem Flairem) pokonał Kevina Nasha (z Shawnem Michaelsem)                                                         | Street Fight o World Heavyweight Championship     | 16:33 |
| (c) – mistrz/mistrzyni przed walkąD – walka była dark matchem (nietransmitowana w TV) | |                                                   |       |